# Porteus

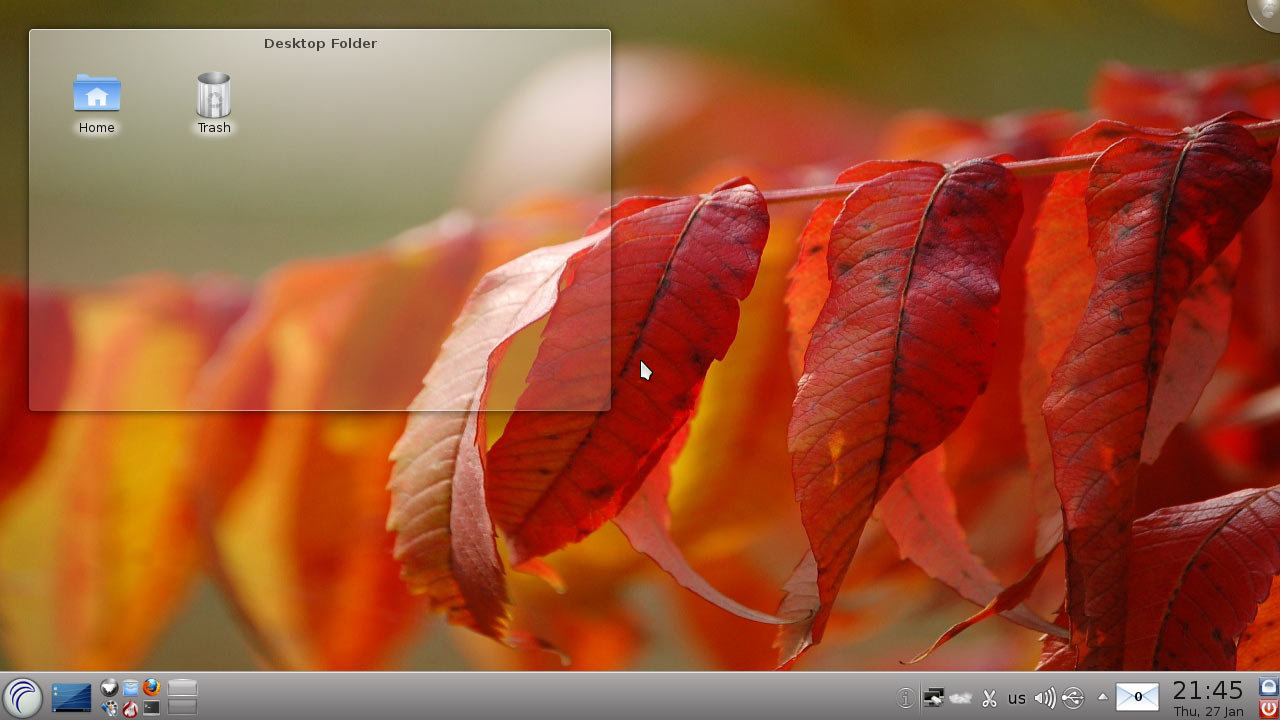
Imagem ilustrativa

Porteus é um sistema operacional pequeno, rápido e portátil baseado em Slackware. É otimizado para ser instalado em uma mídia removível, como um pendrive USB, CDROM ou SD card, mas também pode ser usado em um disco rígido interno. Está disponível em versões 32 e 64 bit. 

## Recursos
O sistema operacional é comprimido em XZM no armazenamento e descomprimido na inicialização, o que faz com que ele ocupe menos de 300 MB. O código fonte do Slackware foi simplificado para diminuir o tempo de inicialização e desligamento. Há a opção de carregar todo o SO na RAM para torná-lo mais ágil.
É possível salvar persistentemente as alterações feitas ao sistema e também usar o modo "always fresh" (sempre fresco, em tradução livre), que permite experimentar sem guardar as modificações. Ademais, há um modo sem interface gráfica e outro de servidor PXE (que permite inicializar outros computadores pela rede).

## Porteus Kiosk
Uma versão restringida a apenas um navegador de internet sem persistência de histórico, senhas salvas e personalizações feitas. Somente o administrador e as atualizações do sistema podem realizar alterações permanentes. O propósito é ser usado em computadores públicos em cafés, escolas, hotéis, etc. para exibir informações, anúncios, imagens ou vídeos ou como estação de trabalho para quem usa apenas o navegador, como centros de suporte a clientes. Está disponível para processadores x86_64 e exige pelo menos 1GB de RAM e 1GB de armazenamento. 